# Hiëronymus van Stridon

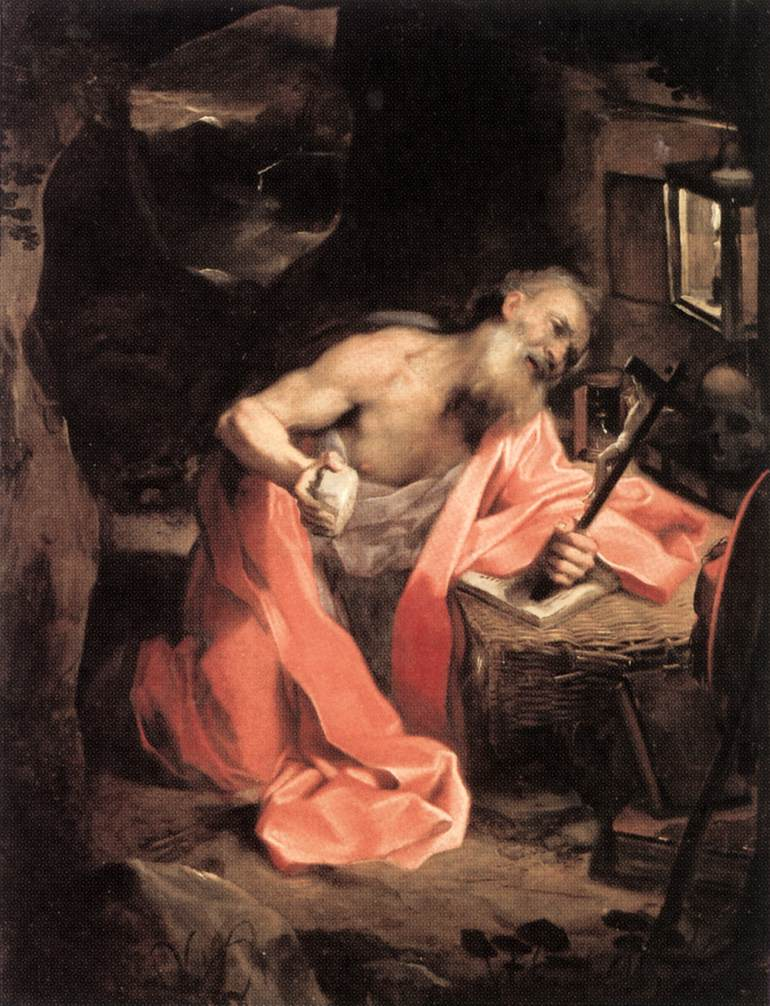
Sint-Hiëronymus
(ca.1598), Federico Barocci, Galleria Borghese

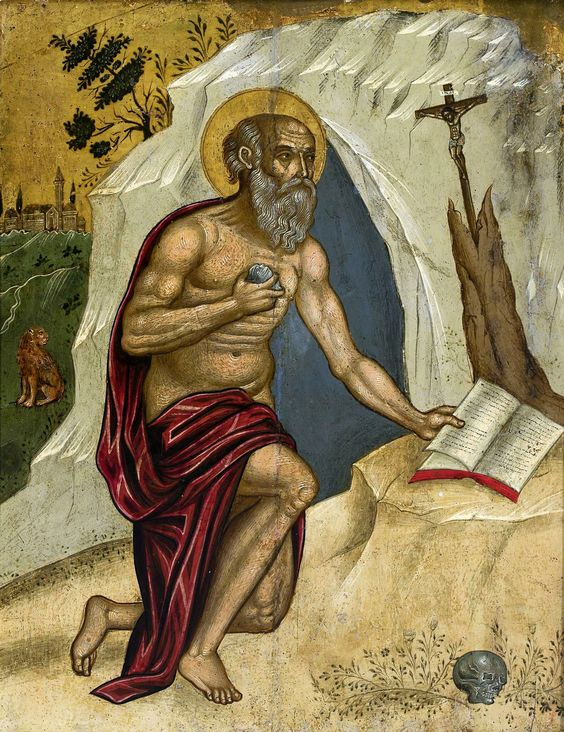
De Heilige Hiëronymus (uit Venetië)

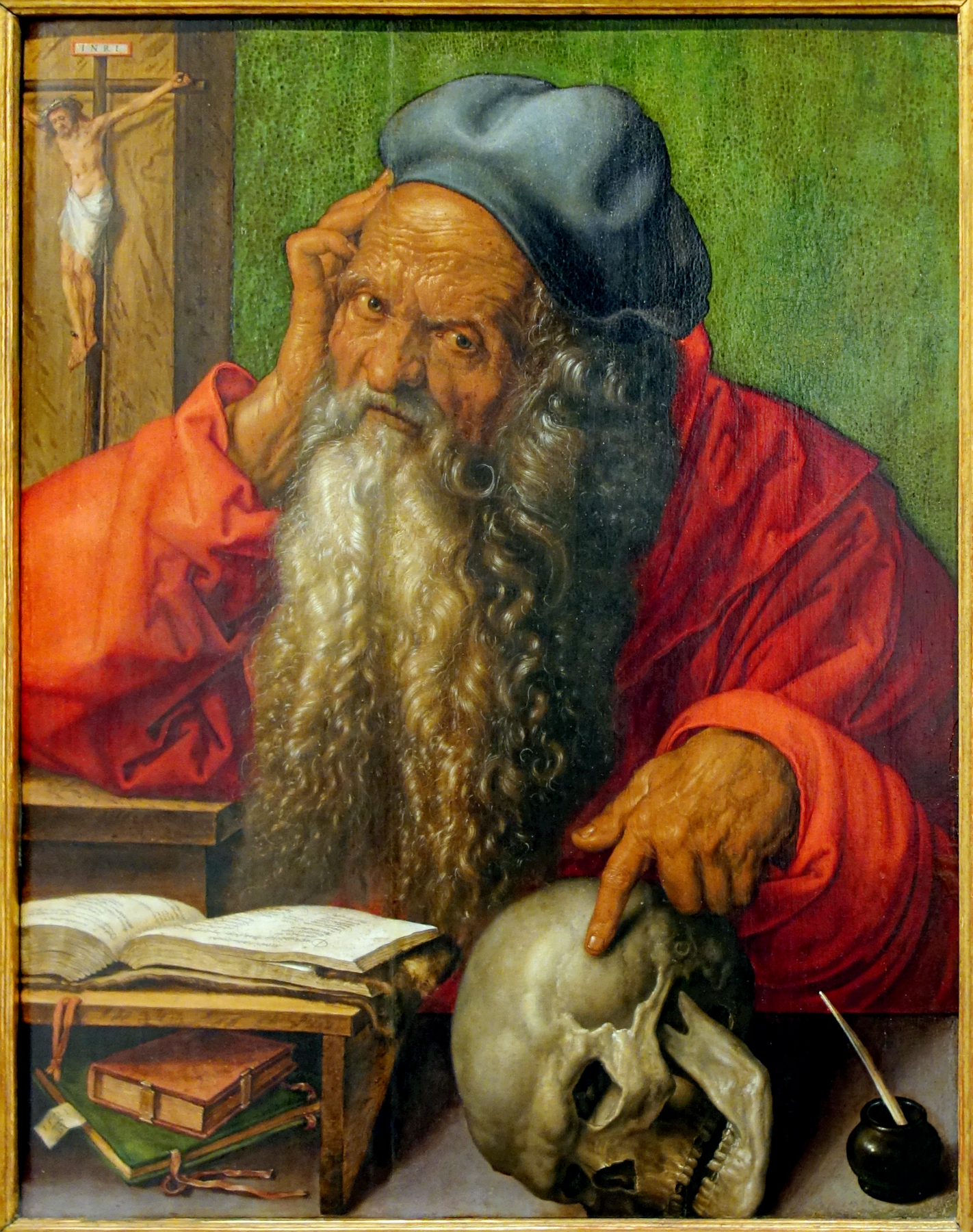
Sint Hiëronimus in zijn studeerkamer
(1521), Albrecht Dürer, Museu Nacional de Arte Antiga

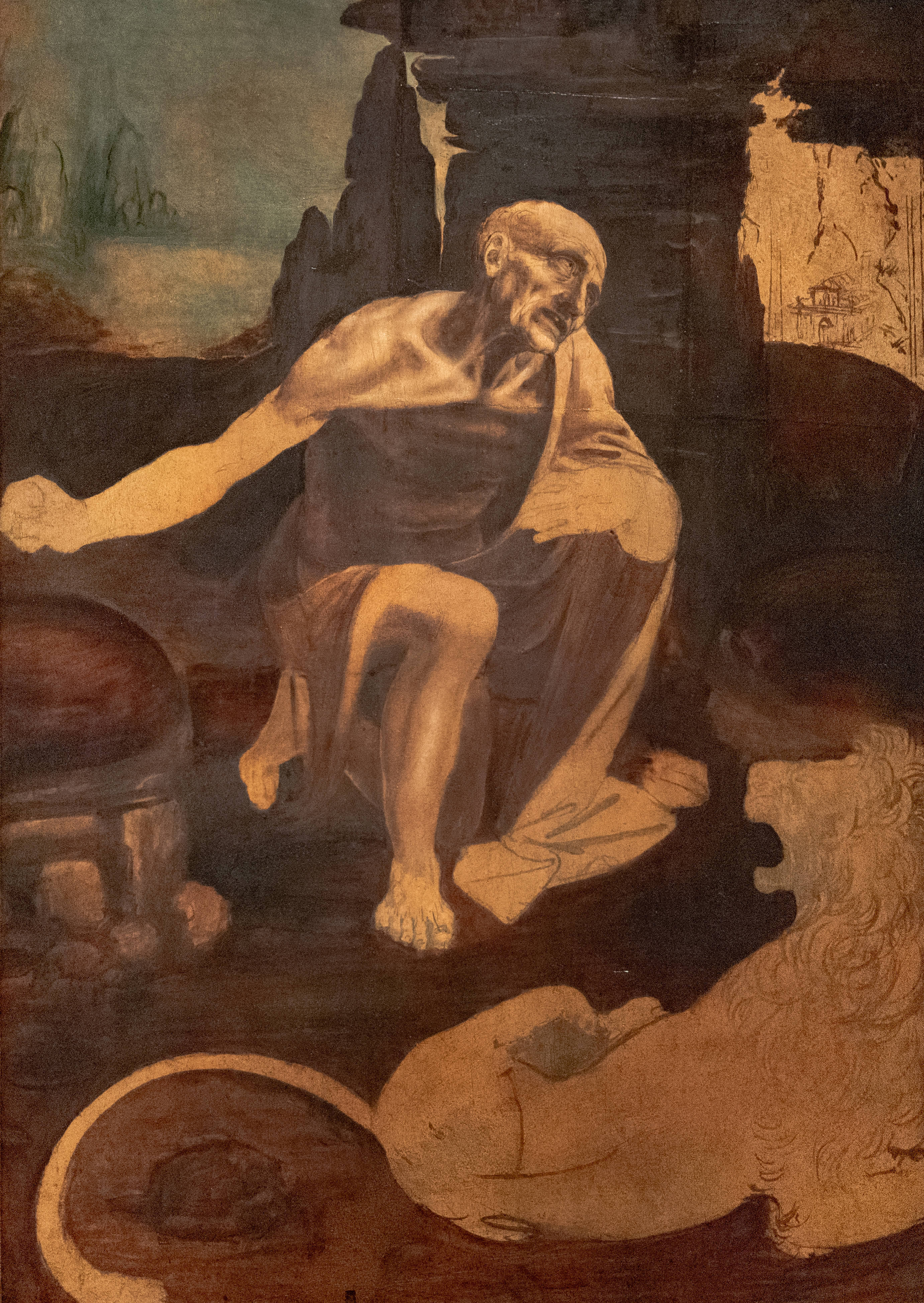
De heilige Hiëronymus in de woestijn
(ca.1480), Leonardo da Vinci, Vaticaanse Musea

Hiëronymus van Stridon, volledige Latijnse naam Eusebius Sophronius Hiëronymus (Grieks: Εὐσέβιος Σωφρόνιος Ἱερώνυμος) (Stridon, ca. 347 – Bethlehem, 30 september 420) was een schrijver, vertaler en kluizenaar in het vroege christendom. Hij wordt in het christendom vaak ook beschouwd als een kerkleraar, kerkvader en heilige. De Rooms-Katholieke Kerk rekent hem tot de vier grote kerkvaders van het Westen.
Tussen 390 en 405 maakte hij een Bijbelvertaling in het alledaagse Latijn (sermo humilis): de Vulgaat. Tijdens het Concilie van Trente (1545-1563), ruim 1100 jaar later, verklaarde de Katholieke Kerk deze vertaling tot de enige gezaghebbende tekst.
Zijn feestdag is 30 september in de Katholieke Kerk, 15 juni in de Orthodoxe Kerk. In de christelijke iconografie wordt Hiëronymus vaak afgebeeld met een leeuw.

## Levensloop
Hiëronymus stamde uit een welgestelde familie uit de provincie Dalmatia. Zijn ouders waren christenen en zij stuurden hem naar Rome om er te studeren. Hij kreeg er les onder meer van de grammaticus Aelius Donatus. Hiëronymus raakte zeer vertrouwd met de klassieke auteurs. Tyrannius Rufinus van Aquileia was zijn medeleerling.
Na een verblijf in Trier ging hij te Aquileia een ascetisch leven leiden te midden van een groepje gelijkgezinden. Rond 373 wilde hij een pelgrimstocht naar Jeruzalem ondernemen, maar een ernstige ziekte hield hem lange tijd in Antiochië. Daar hoorde hij voordrachten van Apollinarius van Laodicea en hij leerde ook Grieks. Van 375 tot 378 trok hij zich terug in de woestijn in de buurt van Antiochië, waar een monnik van Joodse afkomst hem in het Hebreeuws onderrichtte. Zijn priesterwijding ontving hij in Antiochië door Paulinus, bisschop van deze stad. In Constantinopel woonde hij de voordrachten van Gregorius van Nazianze bij.
Tussen 383 en 385 verbleef Hiëronymus als secretaris en vriend van paus Damasus I te Rome. In opdracht van deze paus begon hij er te werken aan een nieuwe vertaling van de Bijbel in het Latijn, de zogenoemde vulgaat, omdat de tot dusver gangbare vertalingen niet meer voldeden inzake literaire vormgeving en correctheid. Na de dood van Damasus (11 december 384) begaf hij zich op reis naar de heilige plaatsen in Palestina, bezocht een maand lang Didymus de Blinde, bracht een bezoek aan de monniken van de Nitrische woestijn en vestigde zich uiteindelijk in 386 te Bethlehem, waar hij tot zijn dood als kluizenaar leefde. Hij hield zich daar 34 jaar bezig met de wetenschap en leidde bovendien een klooster. Tot de ascetische kring rondom hem behoorden ook adellijke dames als Marcella, Asella, Paula en haar dochter Eustochium. Met Paula's steun werden er drie vrouwenkloosters en een mannenklooster gesticht, verder een kloosterschool waar hij over een grote bibliotheek kon beschikken.

## Persoonlijkheid
Hiëronymus raakte verwikkeld in verschillende conflicten: met bisschop Johannes van Jeruzalem, met zijn jeugdvriend Rufinus, met Jovinianus (393), Vigilantius (404) en Pelagius (na 415). Hij was een lastig en prikkelbaar mens, die dikwijls hard en scherp in zijn polemiek kon zijn, maar daartegenover staat dat hij eerlijk was in zijn energieke vrijmoedigheid tegen misstanden en in zijn streven naar ascetische idealen. Onder de zogenoemde kerkvaders was hij, als filoloog en veelweter, zeker de meest geleerde. Zijn wetenschappelijk werk is van grote waarde omdat hij de kennis van de Grieken en Joden doorgaf aan het christelijke westen. In tegenstelling tot zijn tijdgenoot Augustinus was hij allerminst een speculatief theoloog.

## Werken

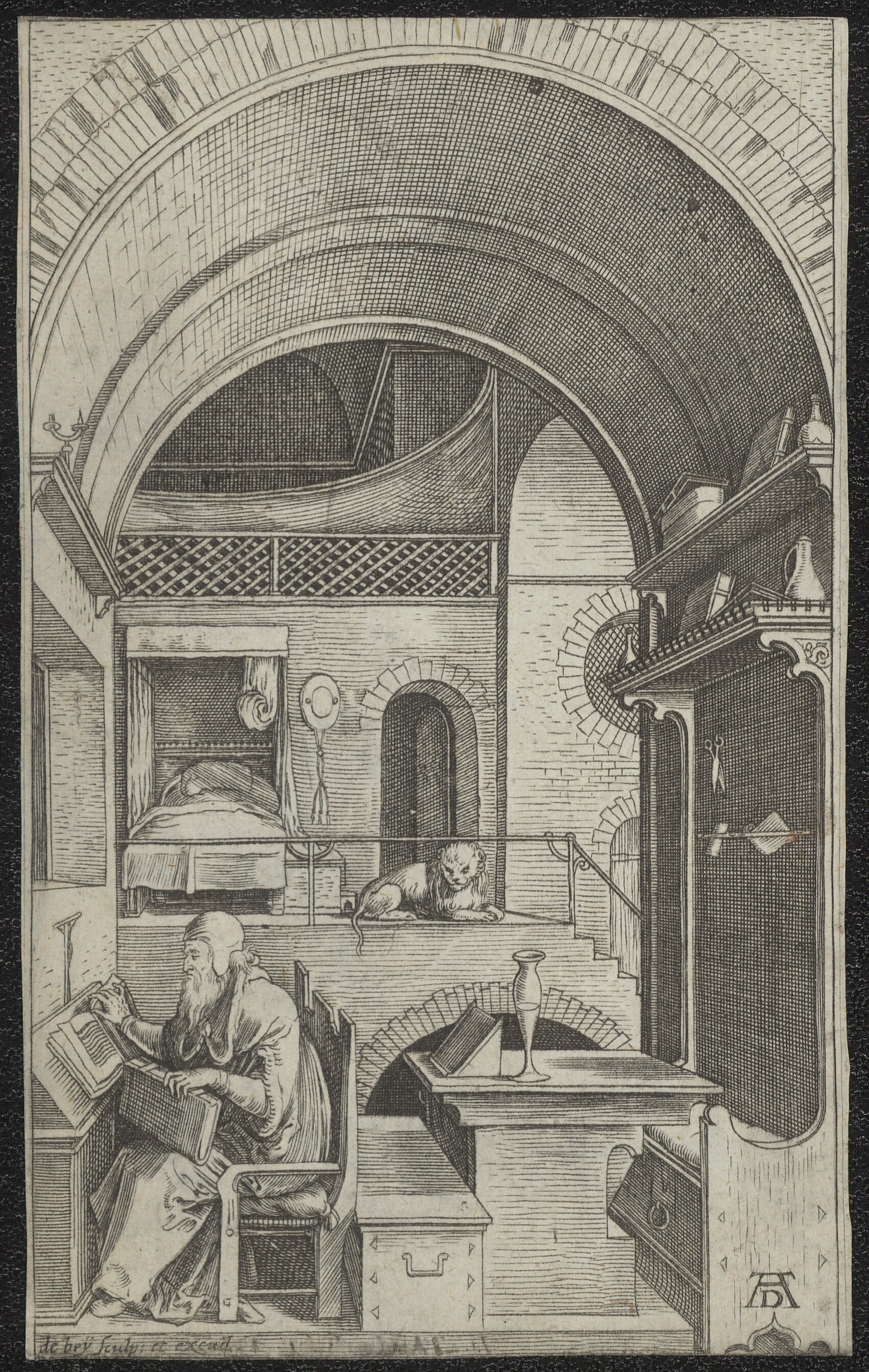
Hiëronymus in zijn studeervertrek
(1600), prent van Johann Theodor de Bry, Universiteitsbibliotheek Gent

### Religieuze werken

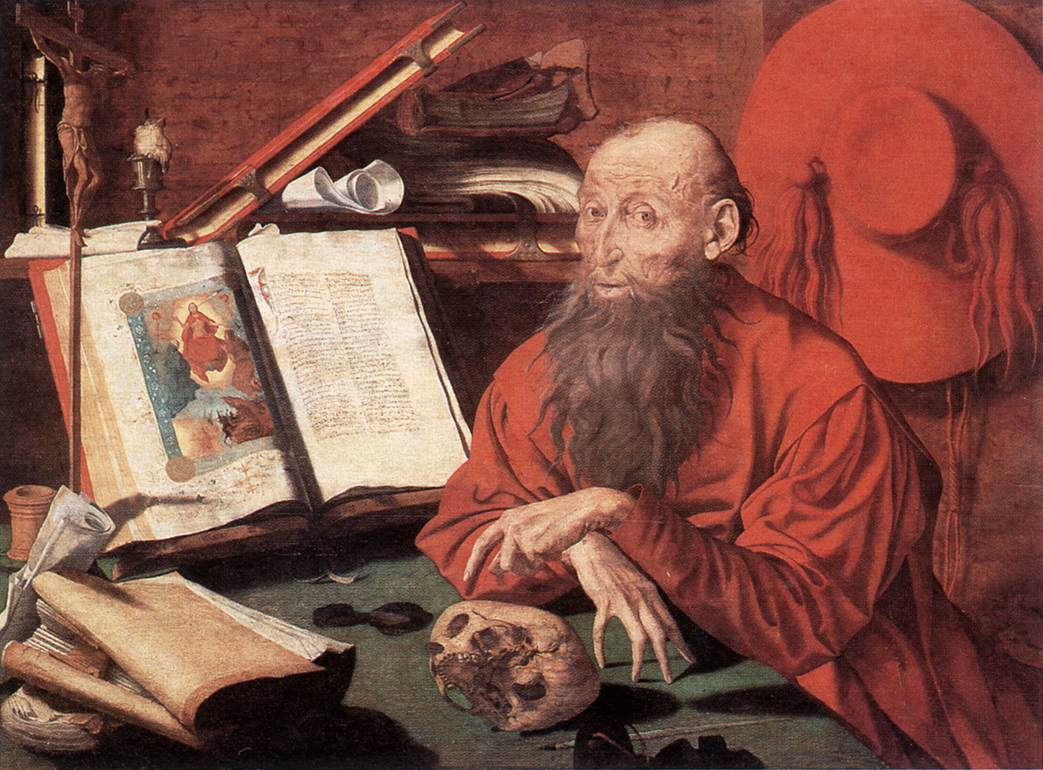
Heilige Hiëronymus van Betlehem
(1541), kopie naar Marinus van Reymerswale, KMSKA

In 382 begon Hiëronymus te Rome nog aan een verbetering van de oud-Latijnse evangelietekst met behulp van goede Griekse handschriften, maar hij respecteerde de bestaande tekst zo goed mogelijk. In Bethlehem begon hij met een veel ingrijpender herziening van de hele tekst van het Oude Testament, waarbij hij vooral rekening hield met de Hebreeuwse grondtekst, en niet alleen met de Griekse versie van de Septuagint, die naar zijn oordeel niet geïnspireerd was (wat hij toelichtte In zijn Quaestiones hebraicae in Genesin). Hij vertaalde dan ook minder woordelijk en in stilistisch opzicht verzorgder dan de oudere Latijnse vertalers. 
Deze gigantische onderneming ondervond aanvankelijk véél kritiek. Onder meer Augustinus liet zich laatdunkend uit over de betekenis die Hiëronymus aan de Hebreeuwse tekst toekende. De door Hiëronymus bewerkte tekst, later de Vulgaat genoemd, werd echter al spoedig algemeen aanvaard door de Kerk. Sinds de Karolingische renaissance heeft de Vulgaat de vroegere vertalingen geheel verdrongen, al werden er nog tot in de 13e eeuw sporadisch teksten gekopieerd volgens de oudere traditie.
Hiëronymus maakte ook Latijnse vertalingen en bewerkingen van allerlei geschriften van Griekse kerkvaders (onder meer van Origenes). Vandaar dat hij wordt gezien als de patroonheilige van de vertalers.
Zijn Bijbelcommentaren bevatten een neerslag van de vroegere exegetische literatuur. Ze getuigen van een grote kennis, al vertonen zij vaak formele tekortkomingen als gevolg van de haast waarmee ze zijn geschreven. Talrijke werken van Hiëronymus hebben een dogmatisch-polemisch karakter: vooral met Rufinus heeft hij een felle pennenstrijd gevoerd, onder meer over diens voorliefde voor de opvattingen van Origenes.
Hiëronymus omschreef het werk van een Bijbelcommentator, als het verklaren van standpunten van anderen, alsof het commentaar zegt: "Sommigen nemen het zus, anderen zo en hiervoor hebben zij deze redenen." Zodat de intelligente lezer deze verschillende commentaren zelf op waarde zou kunnen schatten. Hij ging hierin zo ver dat hij zichzelf afvroeg: "of hij schuldig bevonden kan worden aan diversiteit, en aan het geven van tegengestelde verklaringen, die in één en hetzelfde commentaar de mening van verschillende personen wil geven." Zo geeft hij zelf veelvuldig aan dat zijn commentaren verweven zijn met verklaringen die genomen zijn uit de werken van Origenes, Didymus de Blinde, Apollinarius van Laodicea, Theodorus van Heraclea, Eusebius van Emesa en anderen. Dit hoewel Jean Daillé aangeeft dat deze kerkvaders in die tijd discutabel waren, en dat ze soms "de geheimen van de kerk vanuit hun persoonlijke fantasieën wilden vormgeven", zoals Hiëronymus zelf eens van Origenes heeft gezegd.
In zijn Bijbelcommentaar over Galaten 2 vers 11, stelt hij dat Paulus Petrus niet waarlijk bestraft heeft, maar dat hij dit deed om de heidenen beter te onderwijzen. "Zodat de hypocretie onder de heidenen (door hen te dwingen de wet te houden), gecorrigeerd zou worden door de hypocretie van deze vermaning. Zodat diegenen die de besnijdenis volgden Petrus zouden volgen, en de anderen, die de besnijdenis verwierpen Paulus' vrijheid zouden bewonderen."
Augustinus kon niet met deze zienswijze instemmen, en zette de redenen hiervoor uiteen in een brief. Hierop reageerde Hiëronymus door onder andere te stellen dat hij geen enkele zienswijze uit zijn boek zou verdedigen. Hiervoor haalt hij een gedeelte uit zijn voorwoord aan, waarin hij zegt: "Om de waarheid duidelijk te zeggen: ik beken dat ik al deze auteurs gelezen heb en ik verzamelde zoveel ik kon in mijn geheugen. Daarna liet ik een schrijver roepen, aan wie ik mijn gedachten of die van de anderen dicteerde, zonder mij soms de volgorde, de woorden, of de zin daarvan te herinneren."
Hierop voegt hij Augustinus in zijn brief toe: "Het zou u beter hebben gestaan met uw geleerdheid om de Griekse auteurs zelf te raadplegen, om te zien of wat ik schreef in hun boeken gevonden wordt of niet. En als het daar niet gevonden wordt, dan mag u het verwerpen als mijn persoonlijke mening." Ook in een discussie met Rufinus over de Bijbelcommentaren over het boek Daniël geeft hij een soortgelijk antwoord 
.

### Historische geschriften
In zijn bekende De viris illustribus (392) behandelde Hiëronymus in het kort de levens van 135 hoofdzakelijk christelijke en enkele voor-christelijke en joodse schrijvers. In titel en opzet volgde hij daarbij het voorbeeld van Suetonius. Het is de oudste christelijke literatuurgeschiedenis los van de kerkgeschiedenis. Zijn bedoeling was de andersdenkenden te wijzen op de vele waardevolle christelijke tegenhangers die er bestonden.
In zijn Chronica, "Kronieken" zette Hiëronymus het werk van de Griekse schrijver Eusebius van Caesarea voort tot het jaar 378. Het is vooral van belang als verzameling van feitenmateriaal, minder als literair werk.
Tot de hagiografie in geromanceerde vorm behoren zijn drie vitae (heiligenlevens). Rond 375 schreef hij de eerste Latijnse hagiografie. Dit Vita Pauli primi eremitae handelde over de heremiet Paulus van Thebe. Het vormde later een trilogie met zijn heiligenlevens over Malchus van Syrië en Hilarion van Gaza. Hoewel niet vrij van retorische opsmuk, zijn deze werken zeer onderhoudend geschreven. Verwant is het Epitaphium Paulae, dat hij schreef over de heilige Paula.

### Correspondentie
Hiëronymus' krachtige, emotionele persoonlijkheid blijkt het best uit zijn ca. 120 brieven. Deze waren voor publicatie bestemd en zijn historisch belangrijk, inhoudelijk gevarieerd en qua vorm voortreffelijk gecomponeerd.

## Invloed
Aan het begin van de 16e eeuw heeft de humanist en bijbelwetenschapper Desiderius Erasmus zorg gedragen voor het in druk verschijnen van het werk van Hiëronymus. Hij is daarbij uitgegaan van originele manuscripten en heeft ten onrechte, vaak om kerkpolitieke redenen, aan Hiëronymus toegeschreven teksten en slechte vertalingen van zijn werk buiten beschouwing gelaten. De ruime verspreiding die het werk zo kreeg, heeft grote invloed gehad op de ontwikkeling van het Christendom en ook op de reformatie.
Hiëronymus' oorspronkelijke standpunt inzake de deuterocanonieke boeken was een belangrijke reden waarom Luther deze verwierp. In eerste instantie verwierp Hiëronymus ze vanwege het feit dat ze niet in de joodse canon  van de Tenach voorkomen. Hiëronymus wijzigde echter zijn houding na de Afrikaanse concilies en verklaarde later dat hij nooit hun goddelijke inspiratie ontkend, maar slechts de bezwaren van de joden tegen de christenen uitgedrukt had.

## Publicaties
- De viris illustribus (PL 23, kol. 631-760)
- Altercatio Luciferiani et Orthodoxi (PL 23, 155-182)
- Adversus Helvidium de Mariae virginitate perpetua (PL 23, 183-206)
- Adversus Jovinianum (PL 23, 211-338)
- Contra Vigilantium (PL 23, 339-352)
- Contra Johannem Hierosolymitanum (PL 23, 355-396)
- Dialogus adversus Pelagianos (PL 23, 517-618)
- Apologia adversus libros Rufini (PL 23, 397-456)
- Liber tertius seu ultima rensponsio adversus scripta Rufini (PL 23, 457-492)
- Vita S. Pauli primi eremitae (PL 23, 17-30)
- Vita S. Hilarionis (PL 23, 29-54)
- Vita Malchi monachi (PL 23, 55-62)

## In Nederlandse vertaling

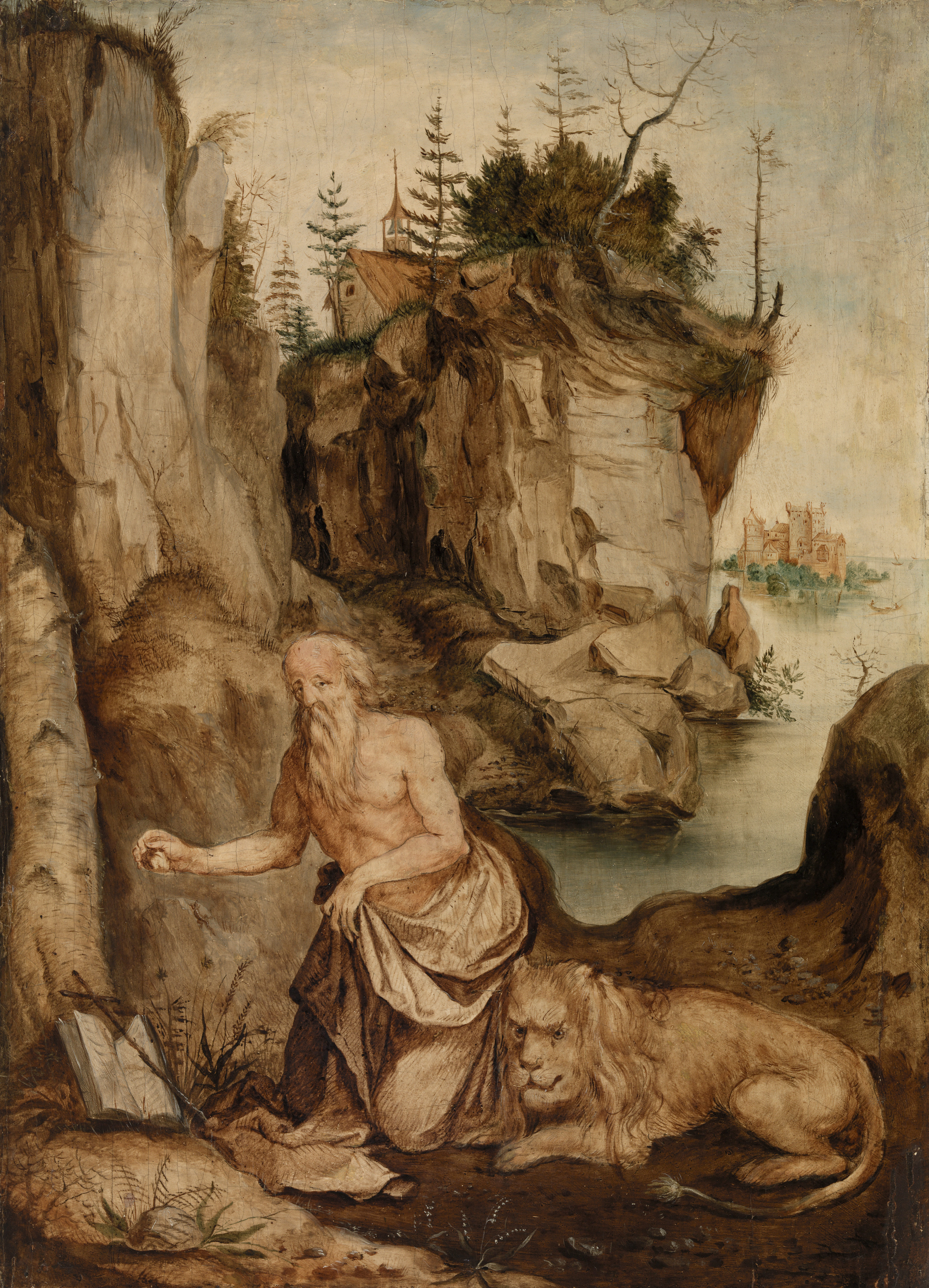
Dürer: Hiëronymus met leeuw

- Vita Pauli. Het leven van Paulus van Thebe, bezorgd, vertaald en toegelicht door Vincent Hunink, 2002. ISBN 9076895325
Tweetalige editie Latijn-Nederlands
- Paula in Palestina. Hieronymus' biografie van een rijke Romeinse christin, vertaald en toegelicht door Pieter Willem van der Horst, 2006. ISBN 9021141078
Vertaling van Brief 108 over Paula van Rome
- Op weg naar de hemel. Verhalen over kluizenaars, vertaald en toegelicht door Vincent Hunink, 2008. ISBN 9460040055
Vitae van Paulus van Thebe, Hilarion en Malchus
- Brieven, vertaald uit het Latijn en van aantekeningen voorzien door Chris Tazelaar, 2 dln., 2008. ISBN 9055738972
Vertaling van de integrale correspondentie (154 brieven overgeleverd onder zijn naam)
- Marcella van Rome. Een gedenkschrift van Hieronymus, vertaald en ingeleid door Esther de Boer, 2009. ISBN 9021142295
Twee brieven over Marcella van Rome